# Маджидов, Камандар Бафалиевич
Каманда́р Бафали́евич (Бафалы-оглы) Маджи́дов (бел. Камандар Бафаліевіч (Бафалы аглы) Маджыдаў, азерб. Kamandar Məcidov; 17 октября 1961, село Амамло, Дманисский район, Грузинская ССР, СССР) — советский и белорусский борец греко-римского стиля, олимпийский чемпион, азербайджанец по национальности. Заслуженный мастер спорта СССР (1984), заслуженный тренер Республики Беларусь (2011).

## Биография
Родился 17 октября 1961 года в Грузии, где начал с 1973 года заниматься борьбой, по окончании 8 классов в 1975 году переехал в Баку и поступил в спортинтернат. В 1982 году переехал в Минск, в 1983 году стал призёром чемпионата СССР и победителем молодёжного первенства СССР. Попав в сборную СССР, был отобран для участия в чемпионате Европы и выиграл его.
В 1989 году окончил юридический факультет Белорусского государственного университета.
В 1998 году снят с поста тренера Беларуси, в 1999—2000 годах — главный тренер сборной Казахстана, с 2000 по 2003 — главный тренер сборной Беларуси, с 2003 года недолго тренировал сборную Греции, в 2004 году — сборную Турции. С 2005 года — доцент на кафедре физвоспитания Белорусского государственного университета, ассистент и тренер сборной Беларуси.
С мая 2017 года по 25 мая 2021 года являлся председателем Белорусской федерации борьбы.
Живёт в Минске.

## Спортивная карьера
На летних Олимпийских играх 1988 года в Сеуле боролся в весовой категории до 62 кг.
В схватках:
- в первом круге по баллам со счётом 8-3 выиграл у Ахад Джаван Салеха (Иран);
- во втором круге на 6-й минуте выиграл у Ан До Хьона (Южная Корея) ввиду снятия противника за пассивность;
- в третьем круге по баллам со счётом 3-0 выиграл у Мечислава Трача (Польша);
- в четвёртом круге на 5-й минуте выиграл у Жиля Жалабе (Франция) ввиду снятия противника за пассивность;
- в пятом круге по баллам со счётом 2-1 выиграл у Айка Андерсона (США) и вышел в финал;

В финале боролся с Живко Вангеловым (Болгария), выиграл у него по баллам со счётом 6-2 и стал олимпийским чемпионом.
В 1992 году на Олимпийские игры не отобрался и в 1994 году завершил спортивную карьеру, став тренером сборной Беларуси.
Будучи тренером команды, вернулся в большой спорт, выступив на чемпионате Европы и Олимпийских играх.
На летних Олимпийских играх 1996 года в Атланте боролся за Беларусь в весовой категории до 68 кг, выиграв три и проиграв две схватки, остался четвёртым.
Выступал за ВДФСО профсоюзов (Минск).

## Основные соревнования и места
| Дата       | Турнир                        | Занятое место |
| ---------- | ----------------------------- | ------------- |
| 1983       | Чемпионат СССР среди молодёжи | 1             |
| 1983       | Чемпионат СССР                | 3             |
| 1983       | Кубок Мира                    | 1             |
| 29.04.1984 | Чемпионат Европы              | 1             |
| 15.07.1984 | Дружба-84                     | 1             |
| 23.04.1985 | Чемпионат Европы              | 1             |
| 08.08.1985 | Чемпионат мира                | 8             |
| 23.10.1986 | Чемпионат мира                | 1             |
| 19.08.1987 | Чемпионат мира                | 2             |
| 31.10.1987 | Гран-при ФИЛА                 | 3             |
| 01.01.1988 | Гран-при ФИЛА                 | 1             |
| 18.09.1988 | Олимпийские игры              | 1             |
| 24.08.1989 | Чемпионат мира                | 1             |
| 24.11.1990 | Кубок мира                    | 1             |
| 26.04.1991 | Чемпионат Европы              | 1             |
| 1992       | Чемпионат СНГ                 | 1             |
| 01.01.1993 | Чемпионат Европы              | 3             |
| 16.09.1993 | Чемпионат мира                | 2             |
| 27.03.1996 | Чемпионат Европы              | 8             |
| 20.07.1996 | Олимпийские Игры              | 4             |

## Награды
- орден Дружбы народов (1988).